# Stockholms stadsdelsbibliotek

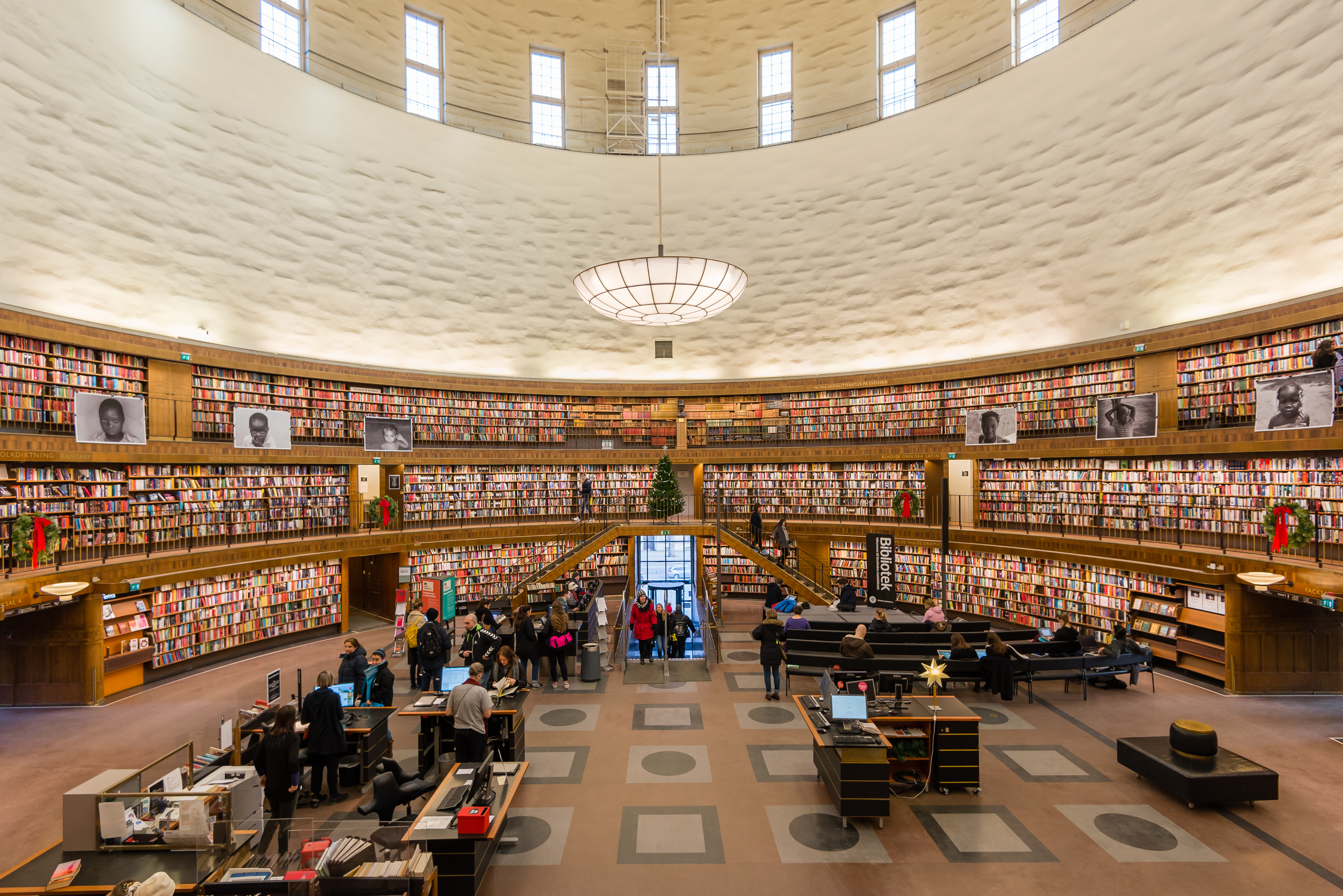
Huvudbiblioteket är Stockholms stadsbibliotek vid Odenplan.

I Stockholm finns ca 40 folkbibliotek fördelade på olika stadsdelar, samt Stockholms stadsbibliotek i Vasastaden.

## Organisation
Stockholms stadsbibliotek (SSB) har ansvar för stadens stadsdelsbibliotek samt det digitala biblioteket (www.biblioteket.se). SSB har cirka 430 medarbetare och är en avdelning inom Kulturförvaltningen där bland annat Kulturskolan Stockholm, Stadsmuseet i Stockholm, Medeltidsmuseet och Liljevalchs konsthall ingår.
I Stockholm finns även folkbibliotek som organisatoriskt tillhör Kulturhuset Stadsteatern: Rum för barn, TioTretton, Lava, Kulturbiblioteket med avdelningarna skönlitteratur & konst, film & musik och Serieteket.

## Lista över stadsdelsbiblioteken[6]
- Alviks bibliotek
- Aspuddens bibliotek
- Bagarmossens bibliotek
- Barnens bokbuss
- Björkhagens bibliotek
- Blackebergs bibliotek
- Bredängs bibliotek/PUNKT127
- Brommaplans bibliotek
- Enskede bibliotek
- Farsta bibliotek
- Fruängens bibliotek
- Gröndals bibliotek
- Gubbängens bibliotek
- Hagsätra bibliotek
- Hornstulls bibliotek
- Husby bibliotek
- Hässelby gårds bibliotek
- Hässelby villastads bibliotek
- Högdalens bibliotek
- Kista bibliotek
- Kungsholmens bibliotek Internationella biblioteket
- Luma bibliotek
- Norra Djurgårdsstadens bibliotek
- Rinkeby bibliotek
- Skarpnäcks bibliotek
- Skärholmens bibliotek
- Sköndals bibliotek
- Spånga bibliotek
- Stora Essingens bibliotek
- Sture bibliotek
- Telefonplans bibliotek
- Tensta bibliotek
- Tranströmerbiblioteket/PUNKT
- Vällingby bibliotek
- Årsta bibliotek
- Älvsjö bibliotek
- Örby bibliotek
- Östberga bibliotek
- Östermalms bibliotek

## Bilder

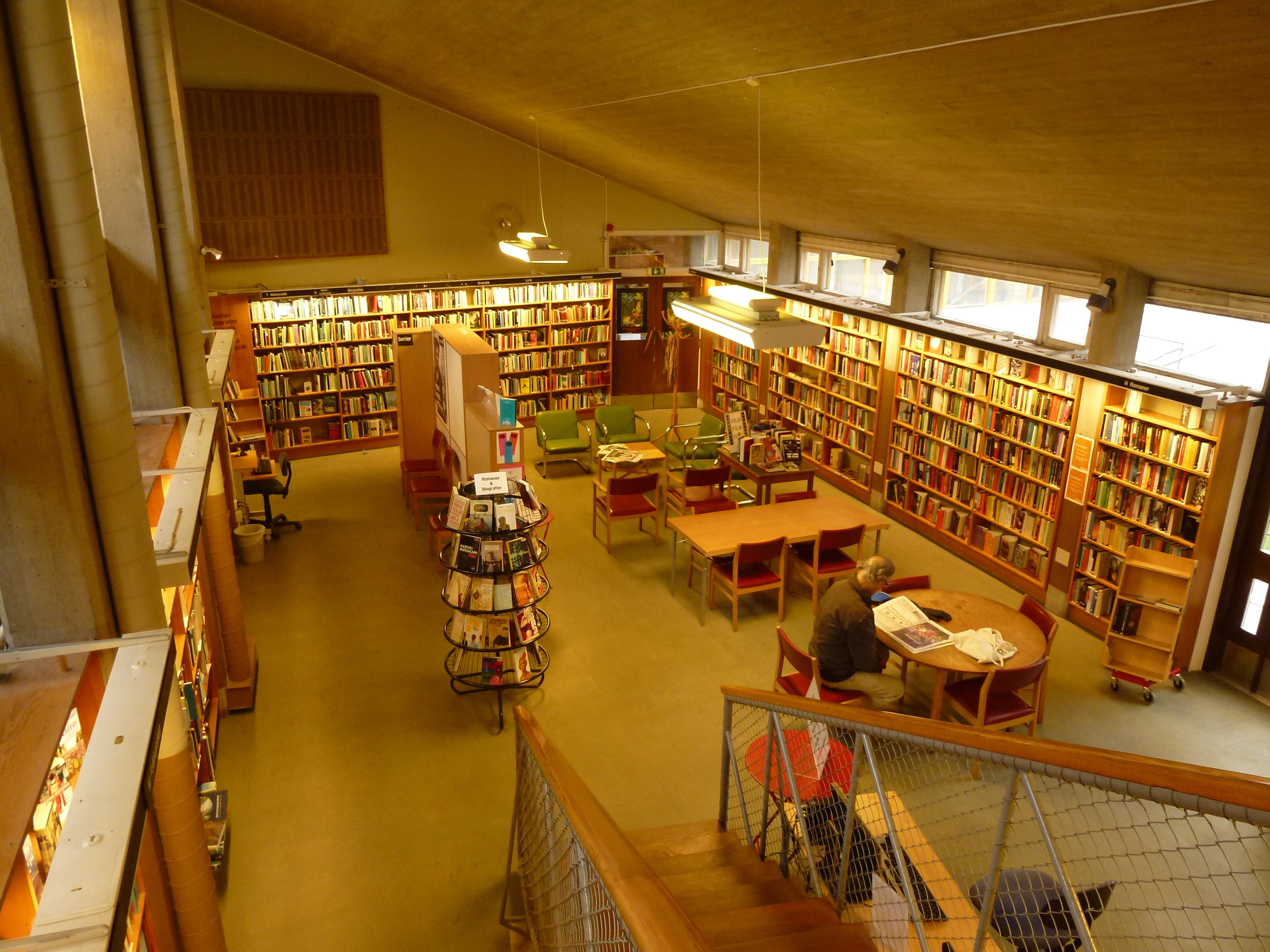
Biblioteket i Årsta Folkets hus.
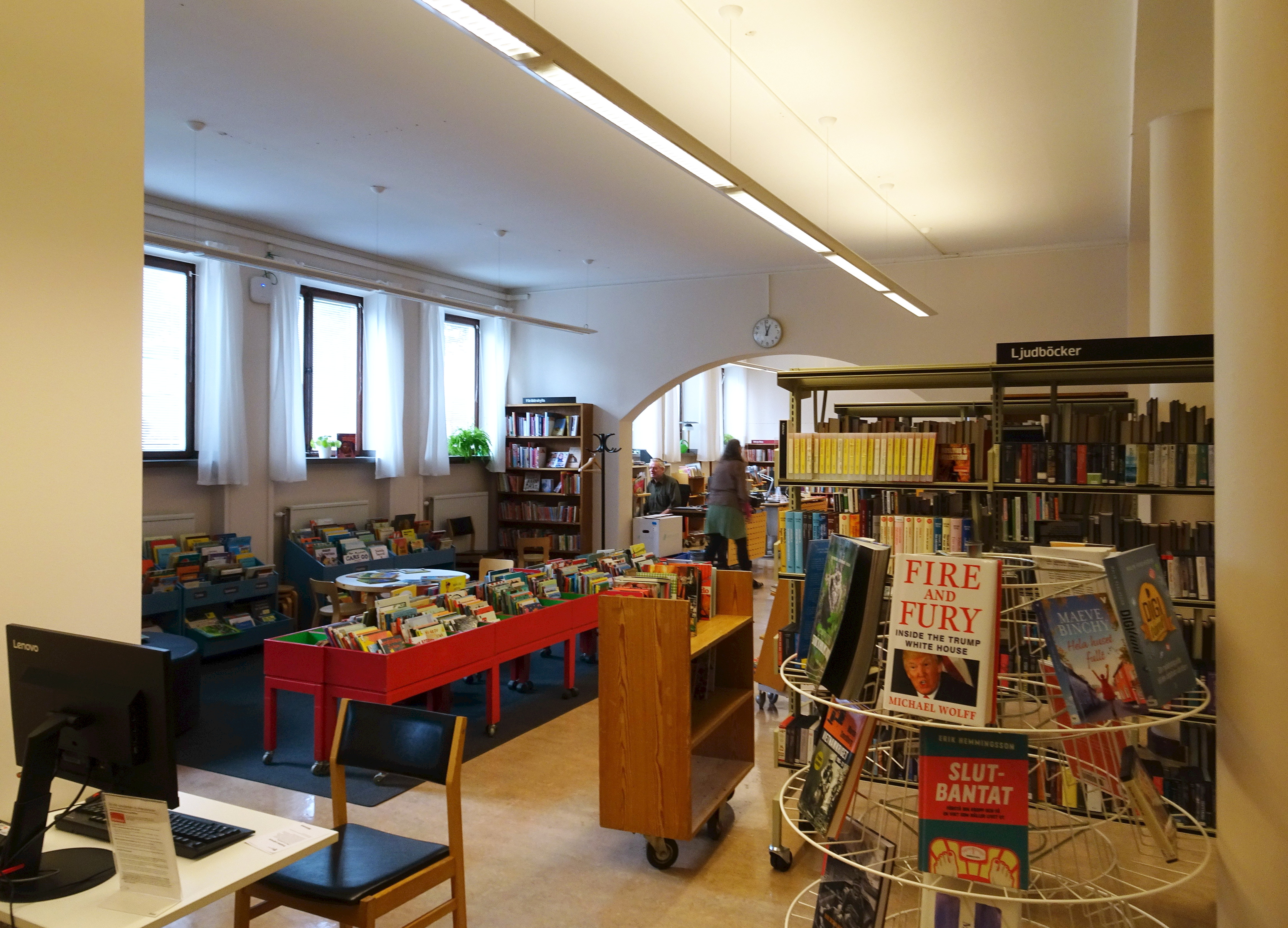
Stora Essingens bibliotek.
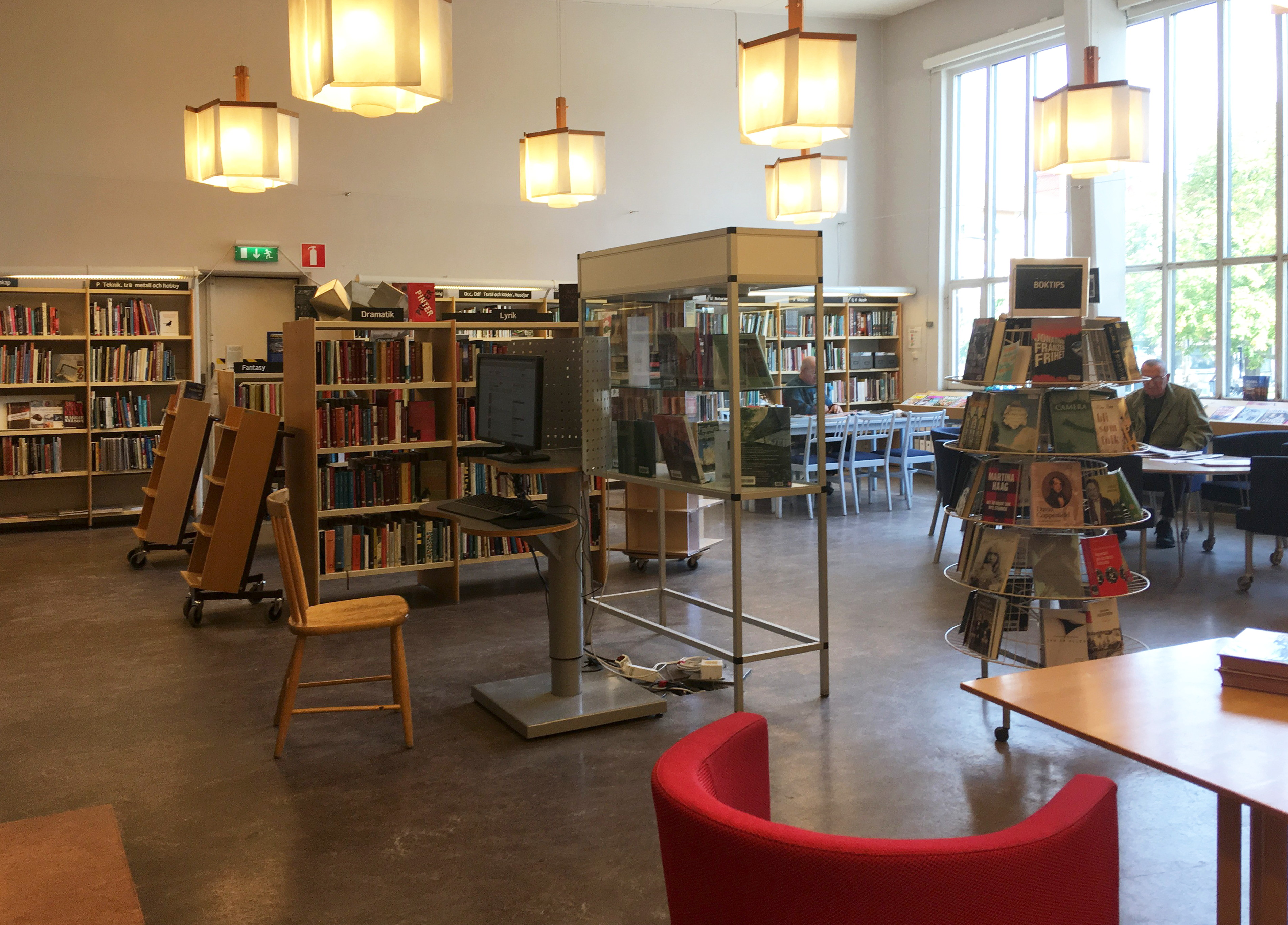
Gubbängens bibliotek.
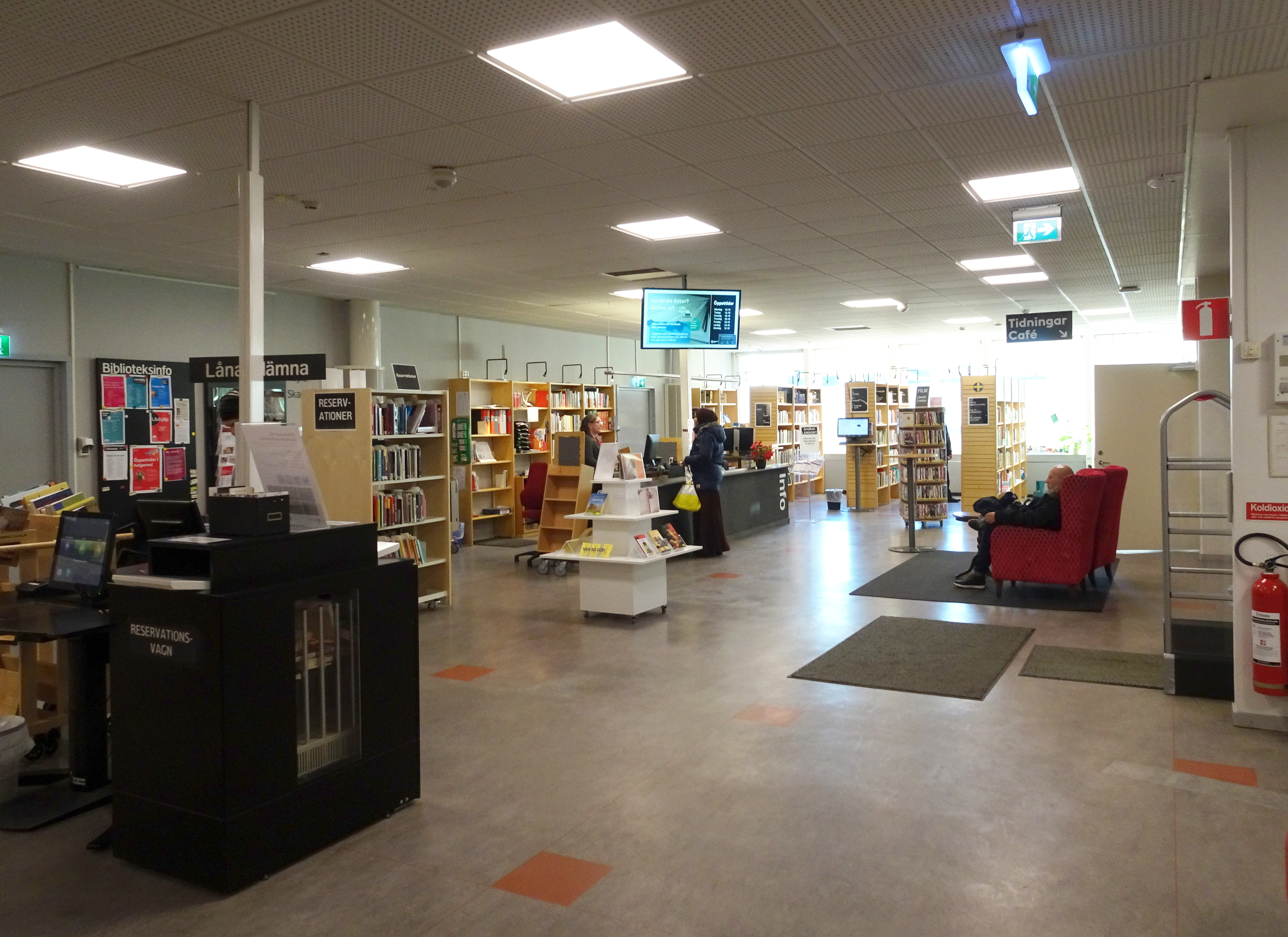
Skärholmens bibliotek.